# 혈맥 (희곡)
《혈맥》(血脈)은 3막으로 구성된 김영수(金永壽, 1911-1979)의 작품이다. 1947년 문교부 주최 제1회 전국연극경연대회 작품상을 수상했다.  8·15광복 후의 민족의 감격과는 대조적으로 나날의 생계를 위협받고 있는 하층민의 생활을 묘사하는 가운데, 작자는 "40년 동안을 그렇게 슬프게, 비굴하게 살아오구두 그래도 아직도 모자라서 우리는 나 하나만을 찾구 나 하나만을 내세워야겠고?" 하며 과거의 역사를 반성, 힘을 합쳐 내 집을 일으키고 나라를 세워야 할 정신을 일깨워주려는 작품이다.  일제시대의 방공호(防空壕)에 살고 있는 땜장이 목판장수, 복덕방 거간을 중심으로 댄서, 암거래상, 노동자 등 28명의 등장인물이 나오는데, 그 중 분명한 의식을 지니고 있는 자는 일본에서 공부를 한 원칠뿐이다. 그는 기대가 컸지만 광복 후의 혼란 속에서 무력한 생활을 하고 있어, 폐결핵으로 신음하고 있는 아내 때문에 더욱 고통스러운 목판장수 형과 늘 충돌을 일으킨다. 땜장이는 본처의 딸을 술집으로 보내자는 술장수 후처의 졸림을 당하나, 딸이 복덕방 거간의 아들과 도망쳐 공장에 취직하자 숨을 돌린다. 홀아비 복덕방 거간은 새장가를 드는데 그 계집에게 생명처럼 아끼던 돈을 도둑맞고 자살을 한다고 야단이다. 원칠은 무력한 생활을 청산, 돈을 벌기 위해 공사장(工事場)에 나가 일을 하다가 부상을 당해 오면서 형수가 먹고 싶다던 것을 사왔으나 이미 형수는 죽어 있었다. 형수의 장례를 치르는 가운데 멀리서 지경다지는 소리가 점차 높아져 온다. 광복 후의 사회상의 단면(斷面)을 매우 리얼하게 보여 주는 작품이다.